# توبياس سموليت
توبياس سموليت (بالإنجليزية: Tobias Smollett) هو شاعر وكاتب إسكتلندي (19 مارس 1721 – 17 سبتمبر 1771).

## روابط خارجية
- توبياس سموليت على موقع الموسوعة البريطانية (الإنجليزية)
- توبياس سموليت على موقع إن إن دي بي (الإنجليزية)